# Kevin Major
Kevin Major (Oostende, 29 april 1979) was journalist bij de VRT. Hij werd bekend als nieuwslezer op radiozenders Studio Brussel en MNM.
Major kwam na zijn middelbare studies aan het Koninklijk Atheneum 1 Centrum Oostende naar Brussel om te studeren aan de VUB. In 2003 richtte hij samen met onder meer Heidi Lenaerts Cutting Edge op, een cultuursite waarvan hij hoofdredacteur werd. Op 2 januari 2009 werd Major verkozen tot beste radionieuwslezer van 2008.
Major is sinds april 2012 ook ondervoorzitter van de Antwerpse afdeling van de Vereniging van Vlaamse Journalisten.
Major is ook deejay met als artiestennaam Major K. Hij bracht twee dancenummers uit: Mosquito (2012) en Pizzy (2013). Eind 2019 verliet hij de VRT om een carrière in de muziekwereld uit te bouwen, gecombineerd met presentatie- en stemopdrachten.
Intussen verschenen ook:
- Night of The Fox (2015)
- Eastern Promises (2016)
- No Fear (2016)
- Magic (2017)
- Flash Forward (2018)
- Urban Love (2018)
- Nautilus en Nemo (2018)
- Inca (2019)
- Unraveled (2019)
- Narwhal (2019)
- Leap of Faith (2020)
- Music Is My Virus (2020)
- She Tingles (2020)
- Say To You (2020 - samen met Filip DP)
- Leave The Dark Behind (2021)
- Per Aspera (2021).